# Rafael Alarçón
Rafael Fernandes Alarçón (* 5. Februar 1977 in São Paulo) ist ein ehemaliger brasilianischer Squashspieler.

## Karriere
Rafael Alarçón begann seine professionelle Karriere in der Saison 1998 und gewann 20 Titel auf der PSA World Tour. Seine höchste Platzierung in der Weltrangliste erreichte er mit Position 36 im September 2010. Bei Panamerikanischen Spielen gewann er zwei Medaillen. Mit der brasilianischen Mannschaft errang er bei den Spielen 2003 in Santo Domingo die Silber- und 2007 in Rio de Janeiro die Bronzemedaille. Bei den Südamerikaspielen 2010 gewann er in Medellín im Einzel und mit der Mannschaft die Silbermedaille, im Mixed konnte er Bronze gewinnen. Sein letztes Spiel bestritt er bei der Weltmeisterschaft 2013, als er in der ersten Runde der Qualifikation ausschied. Im Anschluss beendete Rafael Alarçón seine Karriere.

## Erfolge
- Vize-Panamerikameister: 2000, 2010
- Gewonnene PSA-Titel: 20
- Panamerikanische Spiele: 1 × Silber (Mannschaft 2003), 1 × Bronze (Mannschaft 2007)
- Südamerikaspiele: 2 × Silber (Einzel und Mannschaft 2010), 1 × Bronze (Mixed 2010)